# 下間頼廉
下間 頼廉（しもづま らいれん）は、戦国時代から江戸時代の僧侶、武将。石山本願寺の坊官。父は下間頼康、母は下間頼次の娘。幼名は虎寿、通称は源十郎、右兵衛尉。剃髪し刑部卿と号す。法名は了入、了悟。法橋、法眼、法印に任ぜられる。

## 生涯

### 顕如の側近として活動
天文22年（1553年）に本願寺10世法主証如から源十郎の名を与えられ、永禄2年（1559年）までに右兵衛尉の官途名に変えた。永禄6年（1563年）までに刑部卿と改名し法橋となり、公家の山科言継が書いた日記『言継卿記』の永禄7年（1564年）8月1日条に「刑部卿法橋頼廉」の名で記されている。
証如の子で本願寺11世法主顕如に仕え、元亀2年（1571年）に奏者となり、同族の下間頼総・下間頼資と共に奏者の3人制が確立された。この時、下間氏嫡流で上座でもあった頼総の名代も兼ねる。翌元亀3年（1572年）以降顕如の奏者・奉者として御書添状・御印書を発給し諸国へ法主の命令を伝達、顕如の長男教如と次男顕尊の奉者も務めた。同年8月18日には同族の下間頼資・頼純父子や下間頼龍らと共に摂津中嶋城の細川昭元を攻撃している。
織田信長との石山合戦では鈴木重秀（雑賀孫一）と共に本願寺軍の武将として織田軍を苦しめたため、「大坂之左右之大将」と呼ばれたという（『言継卿記』天正4年（1576年）5月8日条より）。しかし単なる軍事指揮官だけではなく、天正4年に七里頼周が加賀にて無法を行なった時には、それを改めるよう文書を発するなど、内政面においても重きをなしていた。奏者の交代も行われ、元亀2年に頼総が死去または退去すると下間頼照が奏者に入ったが天正3年（1575年）に戦死、頼資も天正4年以降活動が見られなくなり、石山合戦中の奏者は頼廉と下間仲孝（頼照の子）・下間頼龍の3人制になった。天正5年（1577年）に法眼。
合戦中は顕如の側近として活動、天正元年（1573年）に室町幕府15代将軍足利義昭が槇島城の戦いで信長に敗れると、河内若江城へ移った義昭の警固に派遣された。またたびたび紀伊の雑賀御坊惣中（本願寺鷺森別院）へ書簡を送り、天正5年に上杉謙信が手取川の戦いで織田軍に勝利したことや、翌天正6年（1578年）に本願寺の同盟相手毛利氏との共同作戦では衝突回避を呼びかける顕如の指示を手紙で書き送っている。天正7年（1579年）になると、信長の部将荒木村重の離反に呼応して鉄砲衆300人を派遣するように雑賀御坊へ依頼したが、村重は居城の摂津有岡城を織田軍に包囲され逃亡、有岡城は落城した（有岡城の戦い）。また本願寺が村重共々味方として当てにしていた別所長治も信長の部将羽柴秀吉（後の豊臣秀吉）の軍に居城の播磨三木城を包囲され天正8年（1580年）1月に自決（三木合戦）、本願寺は劣勢になった。

### 相次ぐ本願寺の移転
天正8年、本願寺が織田軍の前に敗色濃厚となると、顕如の意向で諸国の末寺に援軍の動員を求めたが、同年初頭に本願寺は朝廷を介して信長との和睦交渉に当たり、3月に正親町天皇の勅命講和により顕如らは本願寺を退去することとなったため、動員令は交渉破綻に備えた和戦両様の構えではないかとされている（頼廉も頼龍・仲孝と共に講和に署名している）。講和後は顕如に従って本願寺を退去し、各地で織田軍に対して抵抗を続ける一向宗徒の説得に当たった。その際各地の門徒へ徹底抗戦を要請した教如に顕如が対抗、4月15日付の顕如が教如に味方しないよう各地の門徒へ配布した手紙の末尾に「委細は頼廉・仲之（下間仲孝）から申すであろう」と書かれているため、手紙は本願寺教団の合議で作成されたことがうかがえる。やがて顕如が信長へ接近、7月に顕如が挨拶の使者を信長の下へ派遣すると、顕如の妻で教如の母如春尼や頼龍・仲孝と共に信長から答礼の品々を送られた。一方、教如は抗戦を諦め、信長に石山本願寺を明け渡して8月に退去した。
天正10年（1582年）の本能寺の変で信長が横死した後は、顕如の豊臣秀吉への接近に伴い秀吉と交渉、天正11年（1583年）4月に賤ヶ岳の戦い直前に顕如が門徒を動員して協力することを感謝した秀吉からお礼を言われたり、同年7月に本願寺が貝塚に移転した際（貝塚本願寺、後の願泉寺）、顕如と秀吉の伝令を務めたり、秀吉や中村一氏と面会したりしている。天正12年（1584年）の小牧・長久手の戦いでは門徒が蜂起したことを本願寺が関与しているかどうか秀吉から問い合わせがあったが（本願寺は否定）、天正17年（1585年）の秀吉からの天満本願寺移転命令に際し、現地へ出向くなど秀吉との関わりは続いた。天正14年（1586年）に法印になる。
秀吉による天下統一の直前にあたる天正17年（1589年）、秀吉から七条猪熊に宅地を与えられた頼廉は仲孝と共に本願寺町奉行に任じられたが、背景には秀吉から追われていた斯波義銀・細川昭元・尾藤知宣らの浪人が天満に潜伏したことが発覚、同年3月に秀吉が派遣した検使の石田三成・増田長盛が寺内町の取締強化とこれらの者を匿ったと断定された2町の破壊を骨子とする厳しい寺内成敗を行わせたことなどがあり、彼らを匿った罪で天満の町人63名が京都六条河原で磔となったほか、容疑者隠匿に関与したとして3月1日に尾藤道休が、3月8日には願得寺顕悟が自殺を命じられた。さらに秀吉から5ヶ条からなる寺内掟を三成・長盛から伝えられ、犯罪者を隠匿しないことを誓わされたため、一連の出来事で本願寺の寺内特権は豊臣政権に否定されたとされる。ただし寺内掟にない規定が本願寺家臣団に内々で決められたこと、頼廉・仲孝による治安維持も規定で決められたことなど、寺内特権がある程度は維持されているという見方もある。

### 法主交代と本願寺の分裂
天正20年（1592年）に顕如が亡くなり、葬儀で太刀持を務めた。しかし文禄2年（1593年）、後を継いだ教如が本願寺を退去して弟の准如が法主の座を継承した事に関して、秀吉の裁定に異議を唱えた事で一時は勘気を蒙った。後に赦免され、同年中には改めて准如に従う旨を記した誓紙を提出し、以後は本願寺の東西分裂に際しても一貫して准如を支持した。だが、2人の息子宗清・仲玄が文禄4年（1595年）の時点で准如に従わず、慶長11年（1606年）4月になると准如の許しを得ないまま出仕を止める事件を起こし准如の怒りを買い、10月に誓詞を提出し謝罪する事態になっている。この事件は同時期に興正寺准尊が独立しようとした出来事と重なり、本願寺の厳しい状況が浮き彫りになっている。
この間慶長5年（1600年）、准如により奏者の職務を解かれ、3男の仲玄に奏者が引き継がれた。
寛永3年（1626年）、90歳という長寿をもって死去した。仲玄が後を継ぎ、子孫は刑部卿家と呼ばれ代々西本願寺に仕えた。